# 레오니트 포타포프

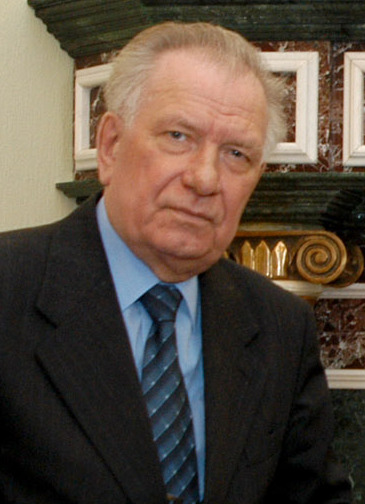
2004

레오니트 바실리예비치 포타포프(Леонид Васильевич Потапов,  1935년 7월 4일 ~ 2020년 11월 12일)는 러시아의 정치인이다. 부랴트 자치 소비에트 사회주의 공화국의 바운톱스키구 출신으로, 1959년 하바롭스크 철도공학 연구소에서 기계 공학 학위를 취득하였다. 소련 해체 이후인 1991년 부랴트 공화국의 초대 대통령으로 당선이 되었다. 3차례 대통령 선거에 참가했고, 2002년에 68%의 득표로 대통령에 당선되었다.